# Зелёная Диброва (Недригайловский район)
Зеленая Диброва (укр. Зелена Діброва) — село, Гриневский сельский совет, Недригайловский район, Сумская область, Украина.
Найдена на трехверстовке Полтавской области. Военно-топографическая карта.1869 года как хутор Островныйпрослеживается с карты 1941 года
Село ликвидировано в 1989 году .

## Географическое положение
Село Зеленая Диброва находится у одного из истоков реки Хусть. На расстоянии в 0,5 км расположено село Нелены.